# جيمس بوكلاند
جيمس بوكلاند (بالإنجليزية: James Buckland)‏ هو لاعب اتحاد الرغبي بريطاني، ولد في 21 سبتمبر 1981 في أيلزبري في المملكة المتحدة.

## روابط خارجية
- جيمس بوكلاند على موقع دوري الرغبي الممتاز (الإنجليزية)
- جيمس بوكلاند عل موقع إسبنسكروم (الإنجليزية)
- جيمس بوكلاند على موقع ItsRugby.co.uk (الإنجليزية)